# Slaget ved Gemauerthof
Slaget ved Gemauerthof (det nuværende Mūrmuiža) fandt sted, ifølge den julianske kalender, 15. juli 1705. I i Hertugdømmet Kurland og Semgallen (det nuværende Letland) under den store nordiske krig. En svensk armé under generalmajor Adam Ludwig Lewenhaupt besejrede en russisk armé under feltmarskalk Boris Sjeremetev.
56°26′N 23°32′Ø / 56.43°N 23.53°Ø